# Kup na Makedonija 2018-2019
La Coppa di Macedonia del Nord 2018-2019 (in macedone Куп на Македонија, Kup na Makedonija) è stata la ventisettesima edizione del torneo. La competizione è iniziata il 22 agosto 2018 ed è terminata il 22 maggio 2019. Lo Škendija era la squadra campione in carica. L'Brera Strumica ha vinto il torneo per la prima volta nella sua storia.

## Primo turno
| Squadra 1         | Risultato       | Squadra 2       |
| ----------------- | --------------- | --------------- |
| 22 agosto 2018    |                 |                 |
| Bratstvo-Vlaznimi | 0 - 7           | Sileks Kratovo  |
| Korabi            | 1 - 0           | Borec           |
| Fortuna Skopje    | 0 - 6           | Rabotnički      |
| Kit Go Pehcevo    | 2 - 0           | Shkupi          |
| Labunishta        | 1 - 3           | Brera Strumica  |
| Vardar Negotino   | 1 - 3           | Skopje          |
| Osogovo Kočani    | 0 - 1           | Pelister        |
| Poeševo           | 0 - 8           | Bregalnica Štip |
| FK Prevalec       | 0 - 2           | Makedonija G.P. |
| Teteks            | 1 - 1 (3-4 dtr) | Gostivar        |
| Tikveš Kavadarci  | 2 - 1           | Renova          |
| Vardari Forino    | 0 - 4           | Vardar          |
| FK Vëllazërimi 77 | 0 - 4           | Belasica        |
| 29 agosto 2018    |                 |                 |
| Struga            | 1 - 2           | Pobeda          |
| 12 settembre 2018 |                 |                 |
| Kožuf             | 0 - 2           | Škendija        |

## Ottavi di finale
Il Korabi ha ricevuto un bye per il turno successivo.
| Squadra 1                          | Totale | Squadra 2       | Andata | Ritorno |
| ---------------------------------- | ------ | --------------- | ------ | ------- |
| 19 settembre 2018 / 3 ottobre 2018 |        |                 |        |         |
| Bregalnica Štip                    | 3 – 6  | Brera Strumica  | 2 – 6  | 1 – 0   |
| Skopje                             | 1 – 4  | Sileks Kratovo  | 0 – 2  | 1 – 2   |
| Gostivar                           | 2 – 6  | Pobeda          | 1 – 2  | 1 – 4   |
| Pelister                           | 1 – 5  | Belasica        | 0 – 2  | 1 – 3   |
| Škendija                           | 7 – 0  | Kit Go Pehcevo  | 2 – 0  | 5 – 0   |
| Tikveš Kavadarci                   | 1 – 2  | Rabotnički      | 0 – 1  | 1 – 1   |
| Vardar                             | 2 – 3  | Makedonija G.P. | 1 – 1  | 1 – 2   |

## Quarti di finale
| Squadra 1                         | Totale | Squadra 2  | Andata | Ritorno |
| --------------------------------- | ------ | ---------- | ------ | ------- |
| 7 novembre 2018 / 5 dicembre 2018 |        |            |        |         |
| Brera Strumica                    | 9 – 2  | Korabi     | 3 – 1  | 6 – 1   |
| Makedonija G.P.                   | 2 – 0  | Rabotnički | 1 – 0  | 1 – 0   |
| Škendija                          | 0 – 3  | Pobeda     | 0 – 1  | 0 – 2   |
| Sileks Kratovo                    | 0 – 4  | Belasica   | 0 – 2  | 0 – 2   |

## Semifinali
| Squadra 1                         | Totale | Squadra 2       | Andata | Ritorno |
| --------------------------------- | ------ | --------------- | ------ | ------- |
| 27 febbraio 2019 / 10 aprile 2019 |        |                 |        |         |
| Belasica                          | 0 – 2  | Makedonija G.P. | 0 – 1  | 0 – 1   |
| 6 marzo 2019 / 10 aprile 2019     |        |                 |        |         |
| Brera Strumica                    | 6 – 2  | Pobeda          | 3 – 1  | 3 – 1   |

## Finale
| Arbitro: | Marjan Eckoski |

|                                     |                      |                              |
| Da Silva 21’ (rig.) Tanturovski 84’ | Marcatori            | 10’ Pandev 86’ (rig.) Doriev |
| Da Silva Padu Pecov Tanturovski     | Tiri di rigore 2 – 4 | Stojkov Doriev Iliev Velinov |